# Félacetál

A félacetálok szerkezeti képlete

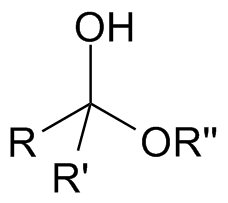
A félketálok szerkezeti képlete

A félacetálok (hemiacetálok) vagy félketálok (hemiketálok) alkoholoknak aldehidre vagy ketonra történő addíciójával keletkező vegyületek. Az elnevezés arra utal (a görög hemi szó jelentése fél), hogy csak egy alkoholmolekula addícionál a karbonilcsoportra, ellentétben az acetálokkal vagy ketálokkal, melyekben egy további alkoxicsoport is található.

## Szerkezetük és keletkezésük

Fent: egy félacetál, az 1-etoxibután-1-ol. Alul: egy acetál, az 1,1-dietoxibután

A félacetálok általános képlete R1R2C(OH)OR, ahol R1 vagy R2 többnyire hidrogén, míg (az O-hez kapcsolódó) R hidrogéntől különböző csoport. Míg a félacetál IUPAC meghatározása szerint R1 vagy R2 hidrogén is lehet, a félketálokban az R-csoportok egyike sem lehet hidrogén. A félketálok olyan félacetáloknak tekinthetők, amelyekben egyik R-csoport sem H, így a félacetálok egyik alosztályát alkotják.
|                         |
| Félacetálok keletkezése |
|                         |
|                         |
| Félketálok keletkezése  |

### Gyűrűs félacetálok, félketálok
|                                                                                       |  |
| Balra: gyűrűs félacetál, a ribóz laktolja Jobbra: gyűrűs félketál, a fruktóz laktolja |  |

A félacetálok és félketálok általában instabil vegyületek. Bizonyos esetekben azonban könnyen képződnek stabil – különösen 5 vagy 6 tagú – gyűrűs félacetálok és félketálok, ezeket laktoloknak nevezzük. Ilyenkor az ugyanazon molekulában található OH- és karbonilcsoport reagál egymással. A glükóz és számos egyéb aldóz gyűrűs félacetál formát vesz fel, míg a fruktóz és a hasonló ketózok gyűrűs félketál formájúak.

## Előállításuk
Félacetálokat számos módon lehet szintetizálni:
- Alkohol nukleofil addíciója aldehides karbonilcsoportra
- Alkohol nukleofil addíciója rezonancia stabilizált félacetál kationra
- Acetál részleges hidrolízise

## Reakcióik
A félacetálokat és félketálokat úgy is lehet tekinteni, mint az alkoholok és aldehidek vagy ketonok közötti reakció köztitermékei, melynek végterméke acetál vagy ketál:
−C=O + 2 ROH ⇌ −C(OH)(OR) + ROH ⇌ −C(OR)2 + H2O
Egy félacetál alkohollal savas körülmények között acetált képezhet, ugyanakkor disszociációval aldehid és alkohol keletkezhet belőle.
félacetál + alkohol (felesleg) + sav (katalizátor) ↔ acetál + víz
Az aldehidek vizes oldatban kémiai egyensúlyban vannak a kis koncentrációjú hidrát (R-CH(OH)2) formájukkal. Hasonlóképpen, feleslegben lévő alkoholban az aldehid, a félacetál és az acetál együttesen fordul elő az oldatban. 
Az alkohol hidroxilcsoportjának a C=O kötés szénatomján történő nukleofil támadása félacetált eredményez. Az acetálok savkatalizált szubsztitúciós reakciók termékei. Sav hatására a hidroxilcsoport jobb távozó csoporttá válik, és lehetővé teszi az alkoxilcsoporttal (−OR) történő helyettesítését. A félacetálok acetállá történő átalakulása SN1 reakció.
A ketonok félketálokat és ketálokat képeznek, de ez a reakció nehezebben megy végbe, mint az aldehidek esetében. A ketálok és félketálok kitermelésének növeléséhez – a Le Chatelier-elvvel összhangban – a reakció során képződő vizet el kell távolítani.

## Fordítás
Ez a szócikk részben vagy egészben  a   Hemiacetal című angol Wikipédia-szócikk ezen változatának fordításán alapul.  Az eredeti cikk szerkesztőit annak laptörténete sorolja fel. Ez a jelzés csupán a megfogalmazás eredetét és a szerzői jogokat jelzi, nem szolgál a cikkben szereplő információk forrásmegjelöléseként.